# Immadellana sumptuosa
Immadellana sumptuosa är en insektsart som beskrevs av Blanchard 1840. Immadellana sumptuosa ingår i släktet Immadellana och familjen dvärgstritar. Inga underarter finns listade i Catalogue of Life.